# 쓰루카메 조산원
《츠루카메 조산원》(일본어: つるかめ助産院)은 오가와 이토의 소설이다.

## 개요
남쪽 섬에 온 마리아는, 츠루타 카메코로부터 섬의 조산원에서 임신을 알게 되어….

## 등장인물
마리아
츠루타 카메코
파쿠치
에밀리
사미

## 텔레비전 드라마
《츠루카메 조산원~남쪽 섬으로부터~》(일본어: つるかめ助産院〜南の島から〜)의 타이틀로, 2012년 8월 28일부터 10월 16일까지 NHK 〈드라마 10〉 범위에서 방송되었다.

### 출연

#### 츠루카메 조산원
오노데라 마리아 - 나카 리이사 (어린 시절:코바야시 세이란)
구(旧)성:안자이. 마리아가 어릴 적에 읽은 〈할아버지의 트리 하우스〉의 그림책 이야기를 타츠야에게 들려준다.
서로 아직 젊기 때문에 아이를 기르기에는 너무 빠르다, 지금은 2명의 생활을 즐기고 싶다고 하는 타츠야의 말에 폐쇄감을 느끼고 있었다. 돌연 사라져 버린 남편의 소식을 찾기 위해서 이전, 이야기 한 〈하트 모양의 남쪽 섬〉에 간다.
츠루타 카메코 - 요 키미코
조산사. 임신 중절의 수술 비용을 지불할 수 없는 술집 여성이 요금의 대신으로서 두고 간 복권이 우연히 당첨되어, 현실 세계에 벽역하고 있던 상황이기도 하였으므로, 그 돈을 사용해 오키나와 섬에 여행을 떠난다.
거기서 섬의 장로와 만나, 섬에서 조산원을 개원하게 된다.
아마기 사토미 / 사미 - 나카오 아키요시
조산원에서 잡무 등을 담당하고 있는 청년.
에밀리 - 사토 히토미
간호사. 3명의 아이가 있다.
파쿠치 - 미사키 아야메
베트남으로부터 미하마 섬에 조산을 배우러 온 연수생.
나가이 로 / 장로 - 이토 시로
미하마 진료소 의사. 전문은 산부인과. 휴가로 섬을 방문한 카메코에게 섬에 남아, 조산원을 개원해 보지 않겠냐고 권한다.

#### 섬 사람들
삐 상 - 오카모토 레이
배에서 속이 안좋아진 마리아를 간호한다.
오캇치 - 니사오 마리
밥의 반찬을 츠루카메 조산원에 추렴하고, 사이 좋게 담소하면서 식사를 함께 먹고 있다.
타카미 치에 - 쿠보타 마키
섬에서 마리아와 만난 그 순간 산기가 돈 임산부.
타카미 신이치 - 후지키 하야토
8명의 아이를 기르고 있는 대가족의 부친. 마리아가 섬에 왔을 때에 9번째 아이가 출생한다.
타카미 무츠코 - 쿠로기 리아나
타카미 가의 여섯번째 딸.
타카미 하루토 - 하세가와 이쿠미
타카미 가의 여덟번째 아들.
오노하라 타에 / 아줌마 - 타이라 토미
미하마 섬에서 〈파라하지메〉를 영위하고 있다.
토쿠노 카즈히코 / 토쿠 상 - 야나기사와 싱고
어부 겸 섬에서 유일한 택시 운전기사.
우에하라 사요리 - 아리무라 카스미

우에하라 리에 - 아소 유미
사요리의 어머니.
츠야코 - 카토 타카코

오토쿠 - 마츠다 사키

네 상(언니) - 사카모토 아키라

게스케 - 아키라 테츠노리

#### 마리아의 가족
오노데라 타츠야 - 미조바타 준페이
디자인 회사 근무. 마리아와 결혼하고 나서 1년 후, 돌연, 집을 뛰어나가 회사를 사직해 소식 불통이 된다.
안자이 유타카 - 후케 노리마사
마리아의 부친.
안자이 료코 - 카쿠 치카코
마리아의 모친.
마리아의 아이 (목소리) - 스즈키 후쿠

#### 그 외
와타리 타카시 - 마츠시마 쇼타

카와노 코지 / 코지 - 유키 쥿타
사요리의 아이의 부친.
오노하라 하지메 - 고리
타에의 아들.
사와모토 유야 - 오구라 히사히로
산부인과의. 독신.

### 스태프
- 원작 - 오가와 이토 《츠루카메 조산원》(슈에이샤 간)
- 각본 - 미즈하시 후미에
- 음악 - 요시마타 료
- 연출 - 사사키 아키미츠, 후루마야 토모유키
- 음향 효과 - 카메모리 모토코, 이와쿠마 노부시, 츠지타 쇼지
- 협력 - 오키나와현 타케토미섬의 여러분
- 촬영 협력 - 오키나와현 다케토미섬, 이시가키시, 지바현 소사시
- 취재 협력 - 오키나와현 도나키촌, 가고시마현 도쿠노시마정
- 조산 고증 - 오카모토 키요코(일본 조산사회 회장)
- 의료 고증 - 야마모토 카사마, 요리미츠 타미시(오키나와 현립 중부 병원)
- 오키나와 말 지도 - 콘 시나코
- 푸드 코디네이터 - 하라 유코
- 제작 통괄 - 스가와라 히로시, 쿠로사와 준
- 제작·저작 - NHK, 텔레팩

### 주제가
- 포르노 그라피티 〈그림자〉 (SME Records)

### 방송 일자
| 각 화                                                       | 방송일           | 부제                    | 연출              | 시청률 |
| ----------------------------------------------------------- | ---------------- | ----------------------- | ----------------- | ------ |
| 제1회                                                       | 2012년 8월 28일  | 폭풍우 전의 여행        | 사사키 아키미츠   | 8.9%   |
| 제2회                                                       | 2012년 9월 4일   | 고엔의 언약             | 사사키 아키미츠   | 7.9%   |
| 제3회                                                       | 2012년 9월 11일  | 새로운 잔물결           | 후루마야 토모유키 | 8.1%   |
| 제4회                                                       | 2012년 9월 18일  | 이젠 버리지 마          | 후루마야 토모유키 | 9.6%   |
| 제5회                                                       | 2012년 9월 25일  | 임산부 마음과 가을 하늘 | 사사키 아키미츠   | 7.9%   |
| 제6회                                                       | 2012년 10월 2일  | 어머니의 마음           | 후루마야 토모유키 | 8.6%   |
| 제7회                                                       | 2012년 10월 9일  | 눈물이 주룩주룩         | 후루마야 토모유키 | 7.0%   |
| 최종회                                                      | 2012년 10월 16일 | 새로운 인생의 시작      | 사사키 아키미츠   | 7.0%   |
| 평균 시청률 8.13% (시청률은 칸토 지구·비디오 리서치사 조사) |                  |                         |                   |        |